# Silentlambs
Silentlambs – amerykańska organizacja non-profit, założona przez Williama Bowena, pomagająca ofiarom przestępstw z zakresu nadużyć seksualnych wobec dzieci będących członkami organizacji religijnej Świadkowie Jehowy.
Celem działania organizacji Silentlambs jest pomoc w edukacji społeczeństwa i członków Świadków Jehowy na temat wykorzystywania seksualnego dzieci oraz pomoc osobom, które przeżyły molestowanie jako dzieci i zostały skłonione do milczenia lub zaniechania poszukiwań odpowiedniej pomocy, zgodnie z zaleceniami władzy religijnej.
Grupa twierdzi, że otrzymała raporty od ponad 5000 członków Świadków Jehowy, stwierdzające że władze religijne organizacji niewłaściwie potraktowały przypadki wykorzystywania seksualnego dzieci.

## Założyciel
Organizacja Silentlambs została założona w 2001 roku przez Williama H. Bowena, byłego członka Świadków Jehowy drugiej generacji. Według Bowena, służył on jako starszy zboru przez około 15 lat oraz pracował w drukarni w głównej siedzibie Świadków Jehowy od 1977 do 1979 roku. Według niego także, został on usunięty z funkcji starszego zboru w lipcu 1992 roku w wyniku odmówienia wycofania się ze sprawy mianowania starszym osoby, która według Bowena molestowała seksualnie dzieci. Został ponownie mianowany starszym w 1994 roku, ale w grudniu 2000 roku zrezygnował z zajmowanego stanowiska w związku z upewnieniem się co do podejrzeń wobec tej osoby, co skłoniło go do kontynuowania sprzeciwu wobec polityki Świadków Jehowy dotyczącej zgłaszania nadużyć seksualnych wobec dzieci. Sprawę tę zgłosił odpowiednim służbom publicznym, co doprowadziło do usunięcia tej osoby ze stanowiska starszego zboru.

## Baza danych Towarzystwa Strażnica
Bowen twierdzi, że w siedzibie Towarzystwa Strażnica prowadzona jest baza danych z nazwiskami ponad dwudziestu tysięcy sprawców nadużyć seksualnych wobec dzieci. Lista ta, według Bowena nie została opublikowana, ponieważ zaszkodziłaby publicznemu wizerunkowi organizacji. Towarzystwo Strażnica stwierdza, że liczba nazwisk w jego zapisach jest „znacznie niższa”, ale nie określa rzeczywistej liczby. Celem bazy, według Towarzystwa Strażnica nie jest ochrona osób molestujących dzieci, ale względy prawne i uniemożliwienie tym osobom powołanie na stanowisko w zborze. Stwierdza również, że liczba ta obejmuje osoby, które niekoniecznie są Świadkami Jehowy, ale które są z nimi powiązane.
Towarzystwo Strażnica przyznało, że jego postępowanie w sprawach nadużyć nie było doskonałe, ale twierdzi, że jego polityka była wzorowa i lepsza od innych religii. Według niektórych byłych Świadków Jehowy, członkowie organizacji molestujący seksualnie dzieci mogą być dyscyplinowani lub ekskomunikowani, z pominięciem zgłoszenia sprawcy przestępstwa na policję.

## Sprawy sądowe
Wiosną 2002 roku Silentlambs pomogła przeprowadzić pierwszą serię pozwów cywilnych przeciwko Towarzystwu Strażnica o niewłaściwe postępowanie organizacji w związku z przestępstwami wobec dzieci na tle seksualnym. Żaden proces nie zakończył się wyrokiem skazującym, a jedynie oddaleniem pozwów lub został rozstrzygnięty pozasądowo, a szczegóły były poufne.